# Bentley Flying Spur (2013)
La  Bentley Flying Spur  è una berlina di gran lusso commercializzata dalla casa automobilistica inglese Bentley a partire dal 2013 fino al 2019 quando è stata sostituita dal nuovo modello. Quest'auto sostituisce il precedente modello Bentley Continental Flying Spur.

## Descrizione
L'auto, abbondantemente più lunga di 5 metri, si presenta come una grande tre volumi elegante con impostazione sportiva. È una delle berline più veloci al mondo con 322 km/h di velocità massima. Il coefficiente di resistenza aerodinamica è di 0,29 Cx.

## Dati tecnici
Monta un motore 6.0 W12 biturbo con 460 kW (625 CV) e fino a 800 Nm di coppia massima, lo stesso montato sulla Bentley Continental GT Speed. La velocità massima è di 322 km/h e raggiunge i 100 km/h in 4,6 secondi. Il cambio è un automatico a 8 rapporti della ZF. A 195 km/h l'auto si abbassa di 10 mm nella parte anteriore e 5 mm in quella posteriore. Una volta superati i 240 km/h l'auto si abbassa di ulteriori 8 mm.

## Motorizzazioni
| Modello | Motore  | Cilindrata (cm³) | Potenza         | Coppia Massima (Nm) | Emissioni CO2 (g/km) | Consumo medio (l/100 km) | 0–100 km/h (secondi) | Velocità max (km/h) |
| 6.0 W12 | Benzina | 5998             | 460 kW (625 CV) | 800                 | 343                  | 14,7                     | 4,6                  | 322                 |